# Rungaperla longicauda
Rungaperla longicauda är en bäcksländeart som först beskrevs av Joachim Illies 1963.  Rungaperla longicauda ingår i släktet Rungaperla och familjen Gripopterygidae. Inga underarter finns listade i Catalogue of Life.